# Astragalus daleae
Astragalus daleae es una especie de planta del género Astragalus, de la familia de las leguminosas, orden Fabales.

## Distribución
Astragalus daleae se distribuye por México (Chihuahua y Durango).

## Taxonomía
Fue descrita científicamente por Greene. Fue publicada en Pittonia 1: 153 (1888).